# 成長會計式
成長會計式可用在經濟學上,探討影響產出成長率的因素(又稱Solow 分解式):
說明:在考慮技術進步下的生產函數可表示為
{\displaystyle Q=A*F(L,K)\,}
對左右兩邊分別全微分，可以得到
{\displaystyle {\frac {dQ}{Q}}={\frac {dA}{A}}+({\frac {dF}{dL}}*{\frac {L}{F}})*{\frac {dL}{L}}+({\frac {dF}{dK}}*{\frac {K}{F}})*{\frac {dK}{K}}}
其中等號左邊即是產出成長率，即受三個因素影響:
1. {\displaystyle {\frac {dA}{A}}} : 技術進步率
2. {\displaystyle ({\frac {dF}{dL}}*{\frac {L}{F}})*{\frac {dL}{L}}} : 勞動成長率的貢獻
3. {\displaystyle ({\frac {dF}{dK}}*{\frac {K}{F}})*{\frac {dK}{K}}} : 資本成長率的貢獻